# Position de l'Église catholique sur les migrations humaines
L'Église catholique propose une réflexion propre sur l'accompagnement des migrations humaines, à travers plusieurs documents magistériels, et de nombreuses initiatives locales ou centralisées.

## Les documents magistériels

### La constitutionExsul familiade Pie XII

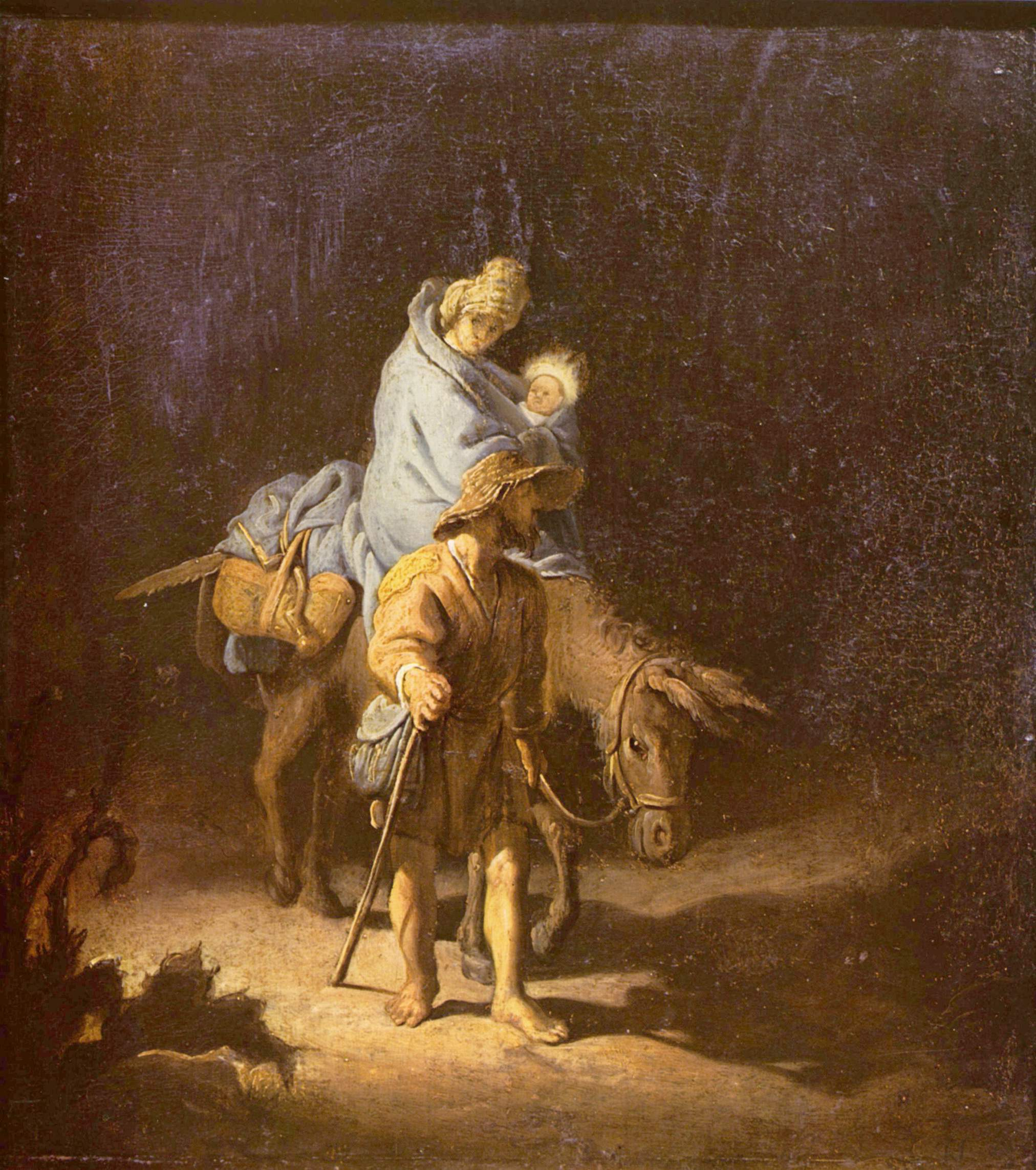
La fuite en Égypte, vue par Rembrandt.

À cause de la Deuxième Guerre mondiale, des déplacements massifs de population se produisent en Europe, concernant plus de 20 millions de personnes. La constitution apostolique Exsul familia Nazarethana, publiée par le pape Pie XII le 1er août 1952, va revenir sur cet épisode tragique et mettre en forme la doctrine de l'Église sur la question des migrations. 
Il s'agit du premier document officiel du Saint-Siège qui aborde de manière globale et systématique le problème de l’aide en faveur des migrants, d’un point de vue historique, pastoral et canonique. Son titre est une allusion à la fuite en Égypte de la Sainte Famille, prise comme archétype de la situation des familles de réfugiés. Le document fait un bilan des secours apportés par les Catholiques et le Saint-Siège depuis le début de la guerre aux prisonniers et aux plusieurs millions de personnes déplacées ou réfugiées. Il dresse également l'inventaire des interventions papales en la matière, notamment : « Nous avons tenté de notre mieux de remplir l'esprit des gens de sympathie pour les exilés et les réfugiés qui sont nos frères dans le besoin. De fait, nous avons souvent évoqué leurs vies misérables, défendu leurs droits, et plus d'une fois nous en avons appelé en leur nom à la générosité de tout homme et spécialement des Catholiques. »
Le document papal met en œuvre le principe de destination universelle des biens, un des éléments-clés de la doctrine sociale de l'Église, pour l'accueil des familles arrivantes : « Il est inévitable que certaines familles soient obligées de se déplacer, à la recherche d'une nouvelle terre d'accueil. Alors -- selon l'enseignement de Rerum Novarum -- le droit de cette famille à un espace de vie est reconnu. Lorsque cela se produit, la migration atteint son objectif naturel, ainsi que le montre l'expérience. Nous entendons par là la distribution la plus favorable des hommes sur la surface de la Terre cultivée ; cette surface que Dieu a créée et préparée pour l'usage de tous. »
Il existe donc pour l'Église un droit naturel à l'immigration, qui n'est pas cependant un droit absolu. En effet le pape nuance : « la domination de chaque nation, bien qu’elle doive être respectée, ne peut être exagérée au point que, si un endroit quelconque de la terre permet de faire vivre un grand nombre d’hommes, on n’en interdira, pour des motifs insuffisants et pour des causes non justifiées, l’accès à des étrangers nécessiteux et honnêtes, sauf s’il existe des motifs d’utilité publique, à peser avec le plus grand scrupule ».
Sur le plan spirituel, la Constitution préconise la mise en place d'une pastorale spécifique pour les migrants, en ayant recours à des prêtres de la même langue ou de la même nationalité que les migrants, contre la tendance à une assimilation immédiate.

### La période du concile Vatican II
Au début des années 1960, les migrations se sont amplifiées, avec l'énoncé du principe de libre circulation dans le traité de Rome et l'impact de la décolonisation ; les pays développés connaissent une force croissance économique et attirent une importante main-d'œuvre étrangère.
L'encyclique Pacem in Terris, publiée le 1er avril 1963 par le pape Jean XXIII, est adressée pour la première fois non seulement aux Catholiques mais « à tous les hommes de bonne volonté ». Le droit à émigrer y est  solennellement confirmé : « Tout homme a droit à la liberté de mouvement et de séjour à l'intérieur de la communauté politique dont il est citoyen ; il a aussi le droit, moyennant des motifs valables, de se rendre à l'étranger et de s'y fixer. Jamais l'appartenance à telle ou telle communauté politique ne saurait empêcher qui que ce soit d'être, comme membre de la famille humaine, citoyen de cette communauté universelle où tous les hommes sont rassemblés par des liens communs. ». Il s'agit donc pour le pape d'un droit humain fondé sur l'idée de fraternité universelle. 
Quelques années après, la constitution Gaudium et Spes du Concile Vatican II se fondera elle aussi sur la notion de dignité de la personne humaine pour demander d'éviter aux migrants des conditions de vie instables ou précaires, ainsi que les discriminations en matière de rémunérations ou de conditions de travail.
Le 15 août 1969, Paul VI publie un motu proprio Pastoralis migratorum cura qui est suivi d'une instruction de la Congrégation pour les évêques De pastorali migratorum cura le 22 août.
Ces textes ont une visée avant tout pastorale et récusent les tendances à l'assimilation. Il est demandé aux communautés locales d'être attentives à la situation et aux droits de tous les immigrés et de reconnaître la place des traditions, cultures et langues des communautés étrangères.

### LeCatéchisme de l'Eglise Catholique
Le Catéchisme de l'Eglise Catholique est un document dont la rédaction est suggérée par l'Assemblée générale extraordinaire du Synode des évêques de 1985, et réalisée par une commission de douze cardinaux et évêques présidée par le cardinal Ratzinger (futur pape Benoît XVI). Il est promulgué en 1992 par Jean-Paul II par la constitution apostolique Fidei depositum qui y déclare que l'objectif d'un catéchisme est de "présenter fidèlement et organiquement l'enseignement de l'Écriture sainte, de la Tradition vivante dans l'Église et du Magistère authentique", ainsi que l'héritage spirituel des Pères de l'Église et des saints.
Situé dans la partie dédiée à la famille et à la société (du 4e commandement du Décalogue), l'article 2241 du Catéchisme déclare : 

« Les nations mieux pourvues sont tenues d’accueillir autant que faire se peut l’étranger en quête de la sécurité et des ressources vitales qu’il ne peut trouver dans son pays d’origine. Les pouvoirs publics veilleront au respect du droit naturel qui place l’hôte sous la protection de ceux qui le reçoivent.
Les autorités politiques peuvent en vue du bien commun dont ils ont la charge subordonner l’exercice du droit d’immigration à diverses conditions juridiques, notamment au respect des devoirs des migrants à l’égard du pays d’adoption. L’immigré est tenu de respecter avec reconnaissance le patrimoine matériel et spirituel de son pays d’accueil, d’obéir à ses lois et de contribuer à ses charges. »

### L'instructionErga caritas Christi
Il s'agit d'un document de référence réalisé par le Conseil pontifical pour la pastorale des migrants et des personnes en déplacement pour mettre à jour la doctrine de l'Église face à l'évolution du phénomène des migrations dans un contexte de mondialisation. L'instruction Erga migrantes caritas Christi  (la charité du Christ envers les migrants) est approuvée le 1er mai 2005 par le pape Benoît XVI, peu après son élection. 
Ce texte rappelle que les travailleurs étrangers ne sont ni des marchandises, ni de simples facteurs de production et demande de reconnaître leur contribution à l'économie du pays d'accueil. Il dénonce les privations des droits élémentaires, tels que celui de se syndiquer, voire les phénomènes de trafic humain et d'esclavage. Le texte demande un accueil de l'étranger au sens plénier, soutenant le regroupement familial et le droit à l'éducation des enfants. Il incite en outre les laïcs à demander que les lois civiles réalisent ces objectifs et à faire tout ce qui est en leurs pouvoirs pour que les droits des étrangers soient respectés. Le texte souligne l'importance du dialogue religieux, notamment avec les immigrés musulmans.
L'instruction appelle enfin à une vision positive du phénomène des migrations puisqu'elle permet aux Chrétiens de « prendre conscience d'être appelés encore et toujours à être un signe de fraternité et de communion dans le monde par leur respect des différences et leur pratique de la solidarité, dans une éthique de la rencontre ».

## Les actions menées

### La journée mondiale du migrant et du réfugié
Instituée en 1914 par le pape Benoît XV institue une "Journée de l'Émigré" dont la date est fixée librement par chaque diocèse. Elle deviendra la "Journée mondiale du migrant et du réfugié", dont l'objectif est que les Chrétiens prennent conscience de leurs devoirs et de leurs propres responsabilités dans le soutien des œuvres en faveur des migrants. Depuis novembre 2004, la journée est célébrée à une date unique pour toute l'Église, le deuxième dimanche après l'Épiphanie.

### Aide aux demandeurs d'asile et aux réfugiés
Plusieurs associations du réseau Caritas Internationalis interviennent au bénéfice des demandeurs d'asile ou des réfugiés, par exemple en France le CEDRE, qui est une branche du Secours catholique spécialisée dans ce domaine d'intervention. 
Leur action peut se situer en amont, par des services de conseil aux migrants avant qu’ils ne quittent leur pays. Elle peut aussi se situer dans le pays d'accueil, par une aide administrative et juridique ou des actions favorisant l'intégration, comme des cours de langues. La communauté Sant'Egidio a ainsi mis sur pied une école d'enseignement de la langue du pays d'accueil qui a formé 55 000 étudiants en Italie depuis sa création en 1982. Enfin une aide est apporté aux migrants rentrant chez eux, en particulier ceux qui se sont vu refuser l'asile.

### Actions pour infléchir la législation civile
Les associations d'aide aux étrangers, surtout à partir des années 1980, dénoncent et combattent les durcissements successifs des lois de répression de l'immigration illégale. Ainsi, 
en France, les modalités du regroupement familial, des arrestations et d'internement des étrangers en situation irrégulière,
la répression de l'aide à l'entrée et au séjour irréguliers des étrangers ont été dénoncées. 
Là où elle est importante, la presse catholique joue le rôle de relais. Ainsi, en Italie, des journaux tels que Famiglia cristiana et Avvenire (organe officiel de l'épiscopat italien) ont dénoncé le projet gouvernemental de fichage des Roms ainsi que d'autres projets de durcissement législatifs anti-immigration, soutenus notamment par la ligue du Nord. Ils déplorent également le manque d'humanité du gouvernement face aux décès de clandestins cherchant à gagner l'Italie par bateau, ainsi que de nombreuses initiatives locales anti-mendicité,.
Certaines actions non-violentes sont proposées. Ainsi, en France, depuis 2007, un réseau de cercles de silence, créé à l'initiative des franciscains de Toulouse, entend 
développer une prise de conscience et protester contre l'enfermement d'étrangers en situation irrégulière, et contre les conditions de détention elles-mêmes. Le mouvement revendique 115 cercles et plus de 10 000 participants.
Les évêques relaient fréquemment ces initiatives dans les publications diocésaines ou des déclarations communes, voire s'attaquent de front à une loi qu'ils jugent dangereuse. C'est par exemple le cas en France en 2009 avec le « délit de solidarité »,. C'est aussi le cas aux États-Unis en 2010 à l'occasion du vote d'une loi controversée en Arizona, permettant des contrôles drastiques sur simple présomption,.
Lors des élections, les conférences des évêques rappellent également aux fidèles les principes généraux auxquels ils doivent être attentifs. Ainsi, lors de l'élection présidentielle de 2007 en France est publié un document intitulé « Qu'as tu fait de ton frère ? ».

## Réception et critiques
Aux États-Unis, l'Église catholique romaine a été accusée de défendre la cause des immigrés pour paraître plus moderne ou pour suivre la mode du politiquement correct, et la constance de l'enseignement de l'Église sur cette question est souvent ignorée.
En Italie, l'épiscopat et la presse catholiques, d'une part, et le gouvernement, d'autre part, se sont violemment affrontés sur la question de l'immigration, notamment à l'occasion d'un projet gouvernemental de fichage des Roms,. Le conflit connaîtra son paroxysme avec la démission de Dino Boffo, directeur de l'Avvenire, mis en cause de façon calomnieuse dans une affaire de mœurs par son collègue Vittorio Feltri d'Il Giornale, journal de la famille Berlusconi. Feltri devra finalement se rétracter et sera condamné à 6 mois de suspension par le conseil de l'ordre des journalistes italiens.
En 2017, le message du  pape François pour la journée mondiale du migrant et du réfugié crée une polémique qui se concentre particulièrement autour de l'expression « toujours faire passer la sécurité personnelle avant la sécurité nationale » .